# Heraclia poggei
Heraclia poggei är en fjärilsart som beskrevs av Herman Dewitz 1879. Heraclia poggei ingår i släktet Heraclia och familjen nattflyn. Inga underarter finns listade i Catalogue of Life.

## Bildgalleri

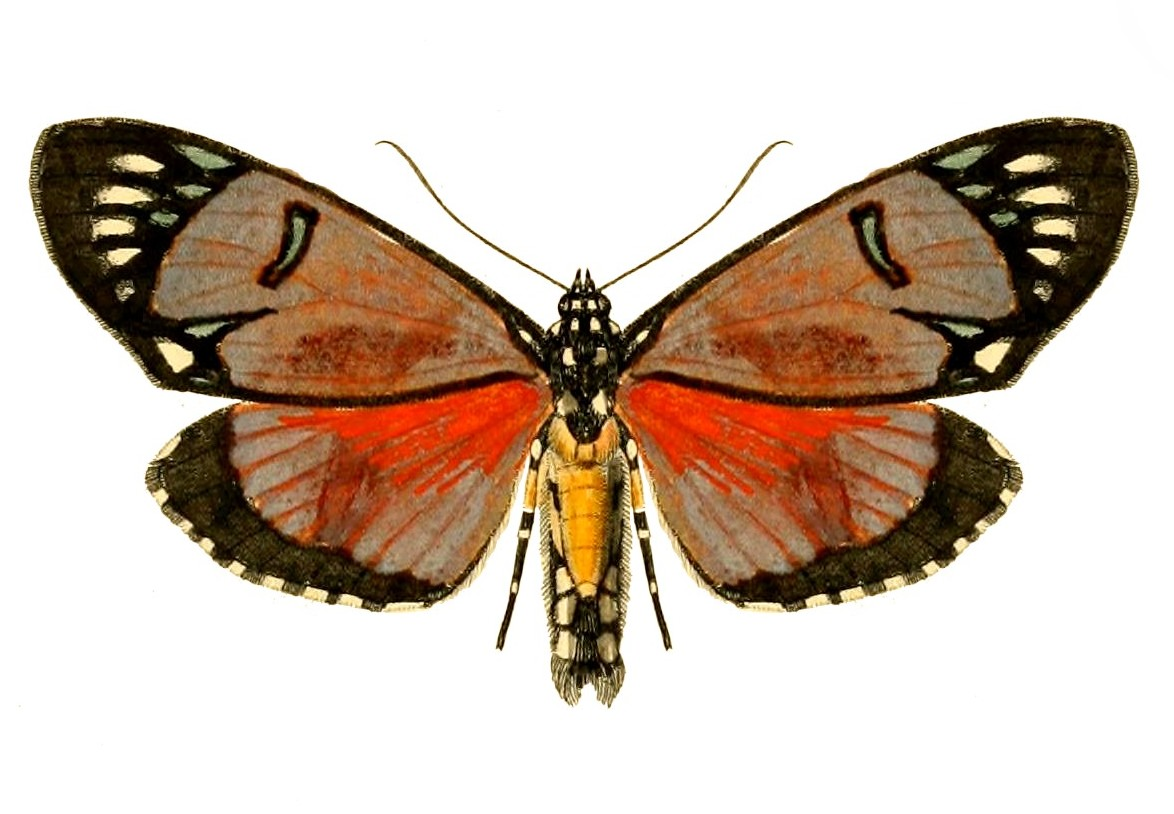